# 费迪南·奥约诺
费迪南·利奥波德·奥约诺（法語：Ferdinand Léopold Oyono，1929年9月14日—2010年6月10日）是喀麦隆小说家、外交家、政治家。1950至1960年代，奥约诺发表以《家僮的一生》和《老黑人与奖章》为代表的多部小说，以简洁而具有幽默感的语言塑造出生动的人物，展现反对殖民主义和种族歧视的主题，被视作20世纪非洲文学的经典作品。喀麦隆独立后，奥约诺主要从事外交和政治活动，曾多次出任驻外大使和驻联合国代表，还曾任喀麦隆政府外交部长和文化部长。

## 生平
奥约诺生于今喀麦隆姆维拉州的恩古勒马孔，在雅温得上中学。1950年到法国求学，后在巴黎大学就读法律和行政管理学。1956年他发表日记体小说《家僮的一生》和代表作《老黑人和奖章》，1960年发表《通向欧洲的道路》，开始为文学界关注。1960年奥约诺作为喀麦隆代表团成员，参加第十五届联大会议，在本次联大会议上，喀麦隆成为联合国成员。1965-1968年，奥约诺担任喀麦隆驻比荷卢联盟和欧共体大使。1969-1974年,奥约诺担任喀麦隆驻法国大使。1974-1982年，奥约诺担任喀麦隆驻联合国常驻代表。1982-1985年他担任驻阿尔及利亚和利比亚、驻英国和斯堪的纳维亚大使。
1985年，喀麦隆总统保罗·比亚召回奥约诺，任命他担任总统府秘书长。总统府秘书长之前是十分重要的职务，但在比亚总统治下，该职位被弱化。1986年奥约诺改任城镇规划和居住部长，这次从总统府秘书长到普通部长的调动被认为是一种降级。1990年奥约诺离开政府，但1992年被重新起用担任外交部长，1997年改任文化部长。2004年，奥约诺支持保罗·比亚连任，并在竞选中担任协调工作。2007年喀麦隆政府改组，奥约诺卸任。
离开政府之后，奥约诺仍保持和保罗·比亚的亲密关系，会提供一些建议。 2009年，保罗·比亚任命奥约诺为无任所大使。2010年5月奥约诺代表总统，和几位部长在雅温得体育场一起观看了纪念喀麦隆独立50周年的戏剧。同年6月10日，在参加完欢迎联合国秘书长潘基文来访的仪式后，奥约诺因急病去世。

## 主要作品
- 《家僮的一生（法语：Une vie de boy）》（1956）：日记体小说，通过淳朴的家僮的叙述，揭露和嘲笑了殖民者的丑恶生活。
- 《老黑人与奖章》（法語：Le Vieux Nègre et la médaille，1956）：老黑人麦卡的两个儿子都被征兵死于二战之中，土地则被教会骗去盖了教堂。为了表彰他的“贡献”，殖民当局授予他一枚奖章。麦卡和同族人认为这是光荣，但在授奖当天夜里，麦卡因误入白人居住区被捕，奖章并没让他避免凌辱和鞭打。最终，麦卡和他的同胞们认识到了殖民者的伪善和暴虐。[2]
- 《没有肩膀的人》（1958）收入著名短篇《在奠基石上的麻风病患者》[10]。
- 《通向欧洲的道路》（法語：Chemin d'Europe，1960）：讲述向往欧洲的非洲青年巴纳巴的经历，以揶揄的笔调谴责殖民制度对非洲青年一代的思想影响[2]。